# Zofia Terné
Zofia Terné, właściwie Wiera Chajter (ur. 3 lutego 1909 w Równem na Wołyniu, zm. 17 sierpnia 1987 w Londynie) – polska aktorka kabaretowa, piosenkarka, pianistka i kompozytorka.

## Życiorys
Zofia Terné urodziła się 3 lutego 1909 roku w rodzinie żydowskiej jako córka Jakuba Chajtera i jego żony Barbary z Markiewiczów. Naukę rozpoczęła w rodzinnym mieście, a później kształciła się w słynnym Konserwatorium Polskiego Towarzystwa Muzycznego we Lwowie, w klasie fortepianu i śpiewu solowego. Debiutowała piosenką „Tyle jest miast”, do której muzykę skomponował Nacio Herb Brown, a słowa napisał specjalnie dla niej Marian Hemar. 23 czerwca 1927 roku zdała egzamin ZASP-u i od tego samego roku związana była z teatrem Qui Pro Quo aż do jego rozwiązania w 1931 roku. W późniejszych latach prowadziła współpracę nie tylko ze wspomnianym wcześniej Marianem Hemarem, lecz także z licznymi warszawskimi kabaretami i teatrzykami – m.in. Banda, Stara Banda, Cyrulik Warszawski, występowała też w filmach muzycznych. 
2 września 1939 roku wystąpiła ostatni raz przed publicznością warszawską, w teatrzyku Figaro, którego dyrektorem był słynny konferansjer Fryderyk Jarosy. Aresztowana w październiku przez Niemców otrzymała nakaz powrotu do rodzinnego Równego. W roku 1940 zaangażowała się do polskiego Teatru Miniatur, który prowadził Konrad Tom. W czasie II wojny światowej była członkinią zespołu artystycznego 2 Korpusu Polskiego generała Władysława Andersa. 
Jesienią 1945 roku wyjechała do Wielkiej Brytanii, występowała na scenach polskich w Londynie oraz na estradach polonijnych w świecie, śpiewała w zespołach polonijnych oraz współpracowała z sekcją polską BBC i Radiem Wolna Europa. W Londynie natychmiast zdobyła swoją dawną, ale i nową publiczność starymi szlagierami. W ostatnich latach była samotna, nie miała najbliższej rodziny. Zmarła w Londynie i tam została pochowana. Jej grób znajduje się na cmentarzu North Sheen.

Początkowo myślała o karierze śpiewaczki operowej, lecz przeszkodą w spełnieniu tych młodzieńczych marzeń i aspiracji był jej niski wzrost. W późniejszym czasie stał się on jednak jej wielkim atutem. Jak sama śpiewała później: 

...taki już mój los, że Pan Bóg zamiast wzrostu dał mi głos.

 Przez społeczność nazywana była małym słowikiem Warszawy, zaś jej interpretacje piosenek określano małym teatrem.

## Znane piosenki
- Coclico
- Kiedy będziesz zakochany
- Kiedy znów zakwitną białe bzy
- Nikt tylko Ty
- Panna Marysia Telefonistka
- Preclarka z Pohulanki
- Pokoik na Hożej
- Rebeka
- Romantyczność
- Śpij miglanc
- Tyle jest miast

## Filmografia
- Córka generała Pankratowa (1934) jako śpiewaczka w restauracji
- Parada Warszawy (1937)